# 萬有全
萬有全，是上海市的老字號食品企業。萬有全的歷史開始於1851年，創業者是范仲全，因吳語中「范」和「萬」同音，因此得名。主要產品包括醃臘製品和金華火腿。
萬有全的創業地是上海縣城東門外集水街（十六鋪），這裡當時是火腿製品的一大集散地。萬有全在創業後不久就擴大規模，開設了第二家店鋪。因此十六鋪的萬有全被稱為「南萬有全」，另一家店鋪則稱為「北萬有全」。但北萬有全的人氣始終未能超過南萬有全。
抗日戰爭爆發後，萬有全一度停業，抗戰結束後在東門路85號重新開業。1956年，萬有全實施公私合營，更名為「万有全腌腊熟食总店」。2006年，萬有全被列入第一批上海老字號。
萬有全在十六鋪的店鋪在2006年因舊城改造而拆遷，在2018年才重回舊地新裝開業。2020年，萬有全上榜50個中國最具歷史文化底蘊品牌。
台灣台北市南門市場、高雄市亦有名為「萬有全」的火腿店，但和上海的萬有全並沒有資本關係。